# Someday We'll Know
«Someday We'll Know» (en español: «Algún día lo sabremos») es una canción interpretada por la banda estadounidense New Radicals. Fue lanzada por la empresa discográfica MCA Records el 22 de marzo de 1999, siendo el segundo y último sencillo de su primer y único álbum Maybe You've Been Brainwashed Too (1998). 
La canción no tuvo el mismo éxito que "You Get What You Give", en gran parte debido a que el vocalista, Gregg Alexander, anunció mientras estaban promocionando la canción que dejaría de grabar, escribir, cantar o promocionar sus canciones, indicando que había llegado a la conclusión de que la vida que estaba llevando simplemente no era para él, por lo que de pronto dejó de promocionar el sencillo. Más adelante, Alexander se dedicaría exclusivamente a producir y escribir canciones para otros artistas.

## Contenido
Se trata de una balada "midtempo" sobre un amor perdido y el dolor sentido por ello en la que el cantante hace una serie de preguntas retóricas y las compara con el final de su relación, lo que sugiere que las cuestiones de amor y la separación formulan preguntas que nunca serán respondidas. La línea "I'm speeding by the place that I met you for the 97th time tonight" (Estoy con exceso de velocidad por el lugar donde te conocí por 97.ª vez esta noche) llevó a algunos a interpretar erróneamente la canción como el cuento de un acosador obsesivo. No obstante, esto no era cierto, ya que Alexander simplemente utilizó el número 97 porque ese fue el año en que se formó la banda.

## Vídeo musical
Dirigido por David Barnblatt, el video muestra a toda la banda tocando la canción en un almacén mojado con Gregg Alexander en la guitarra. Se muestran escenas de varias personas en distintos lugares: Una lavandería automática, un autobús, un restaurante y una piscina. En una escena, una mujer solitaria esta sentada sola removiendo su café, y al final del video se muestra un asiento vacío en la parte de atrás de un autobús.

## Lista de canciones
1. «Someday We'll Know» (Gregg Alexander, Danielle Brisebois, Debra Holland) - 3:39
2. «The Decency League» (Alexander) - 3:30
3. «Technicolor Lover» (Alexander) - 3:42
4. «Someday We'll Know» (Instrumental) (Alexander, Brisebois, Holland) - 3:39

## Posicionamiento en listas
| Lista (1999–2000)                          | Mejor posición |
| ------------------------------------------ | -------------- |
| Alemania (Offizielle Deutsche Charts)      | 79             |
| Estados Unidos (Billboard Adult Pop Songs) | 28             |
| Nueva Zelanda (Recorded Music NZ)          | 45             |
| Países Bajos (Mega Single Top 100)         | 75             |
| Reino Unido (UK Singles Chart)             | 48             |

## Otras versiones
- La canción ha sido cantada por Mandy Moore y Jon Foreman en la banda sonora de la película A Walk to Remember.
- Hall & Oates en su álbum Do It for Love de 2003 y en vivo por Ronan Keating en su gira de 2002, Destination Everywhere. La versión de Hall & Oates incluye la participación de Todd Rundgren como invitado en la guitarra y los coros.
- MYMP realizó una versión acústica de la canción en su álbum de 2011, The Unreleased Acoustic Collection.
- El grupo anglo-estadounidense de folk rock, America, también hizo una versión de la canción en su álbum Back Pages en 2011.